# Hendrik van Heuckelum
Hendrik "Henk" van Heuckelum (Den Haag, Holanda del Sud, 6 de maig de 1879 - Den Haag, 28 d'abril de 1929) va ser un futbolista neerlandès que va prendre part en els Jocs Olímpics de París de 1900, on guanyà la medalla de bronze com a membre de la selecció belga, representada per la Universitat de Brussel·les.